# Férfi gerelyhajítás a 2011. évi nyári európai ifjúsági olimpiai fesztiválon
A 2011. évi nyári európai ifjúsági olimpiai fesztiválon az atlétikai versenyszámokat Trabzonban rendezték. A férfi gerelyhajítás selejtezőjét július 28.-án, a döntőjét pedig július 29.-én rendezték.

## Selejtező
Az összesített eredmények alapján a legjobb eredménnyel rendelkező 12 atléta jutott a döntőbe.
| H  | Cs | Név                      | Nemzet             | 1     | 2     | 3     | E     | Mj   |
| -- | -- | ------------------------ | ------------------ | ----- | ----- | ----- | ----- | ---- |
| 1  | B  | Janek Oiglane            | Észtország         | 55.54 | 61.08 | 72.83 | 72.83 | Q PB |
| 2  | B  | Yuriy Kushniruk          | Ukrajna            | 72.34 | -     | -     | 72.34 | Q    |
| 3  | A  | Povilas Dabasinskas      | Litvánia           | X     | 67.64 | -     | 67.64 | Q    |
| 4  | A  | Gatis Cakss              | Lettország         | 57.83 | X     | 66.89 | 66.89 | Q    |
| 5  | B  | Sebastian Teikari        | Finnország         | 66.51 | -     | -     | 66.51 | Q    |
| 6  | B  | David Kastrevc           | Szlovénia          | 56.74 | 65.60 | -     | 65.60 | Q PB |
| 7  | A  | Andreas Bertelsen        | Dánia              | 58.24 | 57.45 | 65.44 | 65.44 | Q PB |
| 8  | B  | Sindri Hrafn Gudmundsson | Izland             | 59.97 | 65.25 | -     | 65.25 | Q PB |
| 9  | B  | Stefano Contini          | Olaszország        | 58.06 | 65.12 | -     | 65.12 | Q PB |
| 10 | A  | Yauheni Han              | Fehéroroszország   | 61.08 | X     | 64.23 | 64.23 | Q    |
| 11 | B  | Lukas Wieland            | Svájc              | 64.02 | -     | -     | 64.02 | Q    |
| 12 | B  | Huw Bevan                | Egyesült Királyság | 63.72 | -     | -     | 63.72 | Q    |
| 13 | A  | Matthew Martin           | Írország           | 59.07 | 62.72 | 62.68 | 62.72 | PB   |
| 14 | A  | Paraskevas Batzavalis    | Görögország        | 56.73 | X     | 61.83 | 61.83 |      |
| 15 | A  | Rab Attila               | Magyarország       | 58.38 | 61.42 | 61.50 | 61.50 |      |
| 16 | B  | Raul Stefan Ilie Rusu    | Románia            | 56.71 | 61.05 | X     | 61.05 |      |
| 17 | A  | Jonas Bogaerts           | Belgium            | 57.99 | 59.86 | X     | 59.86 |      |
| 18 | A  | Ali Kilisli              | Törökország        | 57.90 | -     | -     | 57.90 |      |

## Döntő
| H     | Név                      | Nemzet             | 1     | 2     | 3     | 4     | 5     | 6     | E     | Mj  |
| ----- | ------------------------ | ------------------ | ----- | ----- | ----- | ----- | ----- | ----- | ----- | --- |
| Arany | Yuriy Kushniruk          | Ukrajna            | 82.76 | 74.57 | 82.80 | 76.88 | 78.24 | 83.42 | 83.42 | WYL |
| Ezüst | Sebastian Teikari        | Finnország         | 70.35 | 73.37 | 75.43 | X     | X     | 70.29 | 75.43 | SB  |
| Bronz | Povilas Dabasinskas      | Litvánia           | 67.17 | X     | 70.33 | 73.23 | X     | X     | 73.23 | PB  |
| 4     | Lukas Wieland            | Svájc              | 68.81 | 71.06 | X     | X     | 68.21 | X     | 71.06 | PB  |
| 5     | Huw Bevan                | Egyesült Királyság | 63.43 | 68.01 | 65.94 | X     | 69.26 | X     | 69.26 | PB  |
| 6     | Gatis Cakss              | Lettország         | 60.49 | 60.56 | 68.88 | 67.03 | 69.15 | X     | 69.15 |     |
| 7     | Janek Oiglane            | Észtország         | 67.57 | X     | X     | X     | 68.50 | 63.22 | 68.50 |     |
| 8     | Sindri Hrafn Gudmundsson | Izland             | 54.65 | X     | 66.06 | 53.08 | 60.91 | X     | 66.06 | PB  |
| 9     | Yauheni Han              | Fehéroroszország   | 64.15 | X     | 62.71 |       |       |       | 64.15 |     |
| 10    | David Kastrevc           | Szlovénia          | X     | X     | 61.69 |       |       |       | 61.69 |     |
| 11    | Stefano Contini          | Olaszország        | 56.64 | X     | X     |       |       |       | 56.64 |     |
| 12    | Andreas Bertelsen        | Dánia              | 48.26 | 52.83 | 54.18 |       |       |       | 54.18 |     |